# الأصولية المترددة (فلم)
الأصولية المترددة هو فيلم إثارة سياسية عرض عام 2012 الذي يستند إلى رواية عام 2007 بعنوان «المتردد الأصولي» من قبل محسن حامد ومن إخراج ميرا ناير وبطولة ريز أحمد وكيت هدسون. «الأصولية المترددة» هي قصة ما بعد أحداث 11 سبتمبر حول تأثير هجمات تنظيم القاعدة على رجل باكستاني وعلاجه من قبل الأميركيين ردا على ذلك.
في عام 2007 قرأت ناير رواية حامد غير المنشورة «الأصولية المترددة». بعد قراءتها قررت على الفور أن تنتج فيلما من دار الإنتاج الخاصة بها ميراباي فيلمز وشريكة ناير المنتجة ليديا دين بيلشر من شركة سين موسيك وقد حصلتا على حقوق الرواية لتحويلها إلى فيلم. تم إنتاج الفيلم من قبل ليديا وشارك في إنتاجه كاتبة السيناريو المستقلة آمي بوجاني وهانسي فارسي وأناديل حسين والمنتج الأمريكي روبن سويت. الميزانية التقديرية للفيلم هي 15 مليون دولار أمريكي. كان الفيلم فاشلا في شباك التذاكر حيث حصد 2.1 مليون دولار في جميع أنحاء العالم.
عرض الفيلم كفيلم افتتاحي لمهرجان البندقية السينمائي 69 وفي مهرجان تورونتو السينمائي الدولي 37. عرض الفيلم بشكل محدود في الولايات المتحدة والهند وأوروبا وأمريكا الشمالية. في باكستان تم عرضه باللغة الأردية مع تغيير اسم الفيلم إلى تغييرات في 24 مايو 2013. في أفريقيا عرض الفيلم لأول مرة في كمبالا، أوغندا في 24 أغسطس 2013. عرض الفيلم أيضا في مهرجان ميونيخ الدولي السينمائي الحادي والثلاثون. فاز الفيلم بجائزة «سنتناري» في مهرجان السينما الدولية 43 في الهند الذي عقد في غوا. لدى عرض الفيلم تلقى الفيلم مراجعات متباينة من النقاد. حصل الفيلم على العديد من الجوائز معظمهمها تكريم لجهود الفيلم لمعالجة التسامح وكراهية الأجانب.

## القصة
في عام 2011 اختطف أنس رينيه (غاري ريتشاردسون) وهو أستاذ أمريكي في جامعة لاهور بعد مغادرته السينما مباشرة. يتم إرسال فيديو فدية إلى السفارة الأمريكية يطالب بالإفراج عن 690 معتقلا من ما وصف بأنه معسكر اعتقال مسلم في كوت لخبات و 700,000 يورو لأطفال وزيرستان. ينظم بوبي لينكولن (ييف شرايبر) وهو صحفي أمريكي ومخبر سري لوكالة المخابرات المركزية في باكستان مقابلة زميل رينر جنكيز خان (ريز أحمد) الذي يشتبه في تورطه في عملية الاختطاف.
جنكيز يبدأ المقابلة التي عقدت في مقهى من خلال إعلان اعجابه للمساواة في مجال اللعب الأمريكي في التقدم الاقتصادي. ينتمي إلى فئة من الناس المحترمين والمتعلمين وتجد نفسها على نحو متزايد بعيدا عن التقدم الاقتصادي. والده هو شاعر مسن ورجل الرسائل (أوم بوري) الذي يحترم كل من يعرفه. ومع ذلك كان المال دائما مشكلة خطيرة في الأسرة وجنكيز استطاع الدراسة في الجامعة بفضل منحة دراسية من جامعة برنستون. بعد التخرج حصل على وظيفة في أعلى شركة تقييم وول ستريت وندروود سامسون. في الوقت نفسه التقى مصورة أمريكية شابة إيريكا (كيت هدسون) وتقدم العلاقة بينهما.
وقعت هجمات مركز التجارة العالمي في حين كان جنكيز في مانيلا في مجال الأعمال التجارية. عندما عاد إلى الولايات المتحدة يتم تفتيشه في المطار في نيويورك. في وقت لاحق استجوبه عملاء اتحاديون بدقة بعد أن ألقي القبض عليه خطأ في الشارع أثناء مغادرته مبنى وندروود سامسون. يبدو أن موقفه تجاه الولايات المتحدة يتغير كما هو الحال بالنسبة لعلاقته مع إريكا التي لم تتفق بعد مع فقدان صديقها السابق والشعور بالمسؤولية عن وفاته. جنكيز ينفصل عنها في نهاية المطاف بعد دعوتها له إلى حضور افتتاح معرضها الفني وقالت أنها استخدمت تفاصيل علاقتهما الحميمة دون علمه مما عده خيانة.
في حين أن تقييم دار النشر في إسطنبول اكتشف جنكيز أن الشركة لا قيمة لها قد ترجمت بعض أعمال والده إلى التركية ونشرتها. أدرك أن الشركة حافظت على الثقافة وهو أمر لا يمكن قياسه فقط من حيث المال. رئيسه في وندروود سامسون جيم كروس (كيفر سثرلاند) لا يرى ذلك بهذه الطريقة واعتبر موقف جنكيز غير مهني. تراود جنكيز مشاعر بالاستقالة من وندروود سامسون إذ يشعر بالصراع المتزايد باستمرار بين رغبته في النجاح وإحساسه بالولاء وبين الطريقة التي شاهد بها نفسه والطريقة التي يعامل بها الآن.
قال جنكيز خلال المقابلة التي أجراها مع لينكولن أن خلية إرهابية اتصلت به في مرحلة ما وطلبت منه أن يصبح مجاهد وكان يميل إلى القبول لإحساسه بالغضب الشديد وخيبة الأمل من «الغطرسة والعمى والنفاق» لكنه رفض أخيرا عندما قيل له عن «الحقائق الأساسية» للقرآن مرددا عبارة استخدمها جيم كروس خلال لقاءهم الأول «مع التركيز على الأساسيات». تطرق إلى أوجه التشابه بالتوضيح أن كلا المجموعتين الأصوليين الإسلاميين والاقتصاد الرأسمالي المكفوفين يمثله وندروود سامسون حيث يتقاسمون نفس النظرة الخفضية ويرى الناس من الناحية الثنائية وبالتالي الشعور بالحق في التخلص من تلك التي لا تستحق.
باعتباره أجنبيا بدون عمل ومع انتهاء تأشيرة عمله في غضون أسبوعين عاد إلى لاهور (باكستان) حيث وجد أن الأساتذة الأجانب يغادرون الجامعة بشكل جماعي. تم تعيينه كمحاضر. أعرب عن عدم رضاه عن عمليات الاقتحام الأمريكية في باكستان وهذا ما لفت انتباه السلطات إليه إلى أنه يشتبه في أنه عضو في تنظيم القاعدة. داهموا مكتبه وعائلته وهددوا عائلته.
في الوقت الحالي في حين يتحدث لينكولن وجنكيز في المقهى يتجمع المتظاهرون في الخارج ويحصل لينكولن على ضغوط دورية من رؤسائه في وكالة الاستخبارات المركزية للحصول على معلومات من جنكيز حول موقع رينيه المختطف. الاحتجاجات أصبحت معادية بشكل متزايد ويقول جنكيز أنه سمع عن متجر جزار. يتم فقدان الاتصال قبل أن يتم الاتصال بالمعلومات إلى عملاء وكالة المخابرات المركزية الذين يعملون مع لينكولن.
لينكولن يشك في جنكيز وهو يرسل الرسائل النصية وهذا الأخير يقول أنه كان مجرد يتواصل مع شقيقته بينا (ميشا شافي) والشكوك تتحول إلى غضب بعد أن يتلقى لينكولن صورة من رينر ميت عن طريق الخطأ ويربط بين هذين الحدثين. يعتقد لينكولن أن السبيل الوحيد للسلامة هو استخدام جنكيز كدرع مغامرة في الشارع المزدحم العدائي. بذل محاولات للحفاظ على استقرار الحشد ولكن الأمور تزداد سوءا وسقط لينكولن على الأرض وينطلق مسدسه ويضرب سمير (عماد شاه) أحد طلبة جنكيز الذي يموت من الجرح. طالب آخر يطلق النار على لينكولن من شرفة مما أدى إلى إصابته وبعد ذلك ينسحب لينكولن بسرعة من قبل وكلاء وكالة المخابرات المركزية. ثم اكتشف لينكولن أن راينر قد وجد في الواقع في وقت سابق من ذلك اليوم وأن جنكيز رفض بالفعل العمل مع العقل المدبر المشتبه به وراء عملية الاختطاف مصطفى فاضل. كما قال الحقيقة حول الرسالة النصية.
جنكيز يلقي ثناء في جنازة سمير حيث ينتعش لينكولن في المستشفى مشيرا إلى كلمات جنكيز وهو يستمع إلى تسجيل المقابلة: «المشاهد خادعة وأنا أحب أمريكا على الرغم من مشاعري تجاه باكستان».

## البطولة
- ريز أحمد في دور جنكيز خان.[8]
- كيت هدسون في دور إريكا.[9]
- ييف شرايبر في دور بوبي لينكولن.[10][11]
- كيفر سثرلاند في دور جيم كروس.[12]
- أوم بوري في دور أبو والد جنكيز.[13][14]

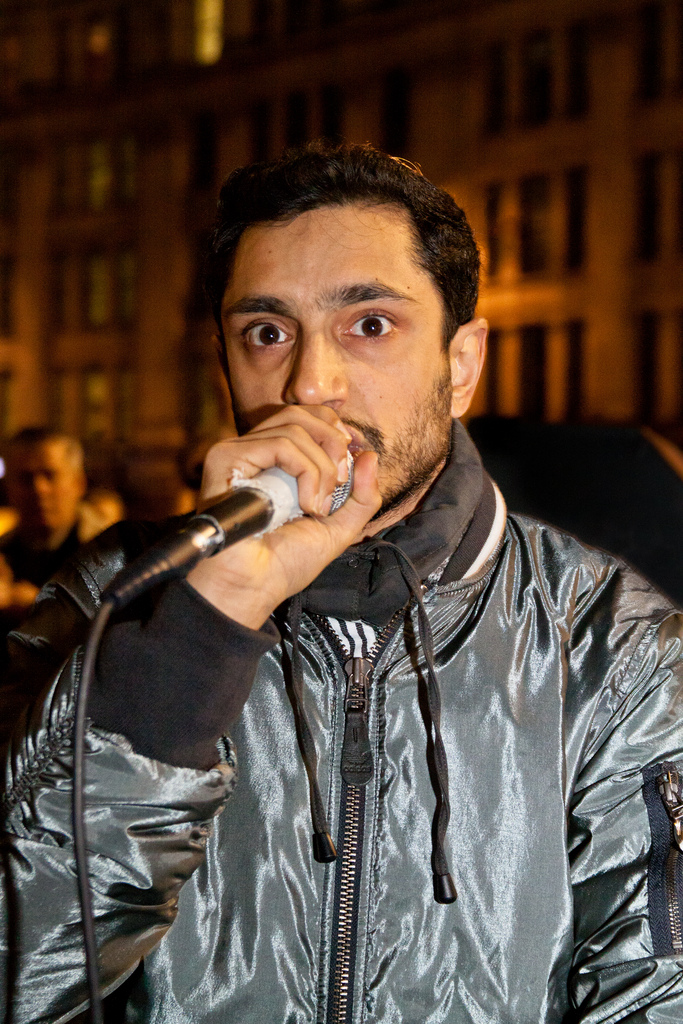
ريز أحمد.

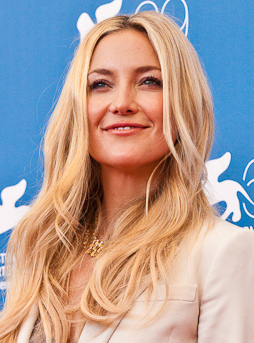
كيت هدسون.

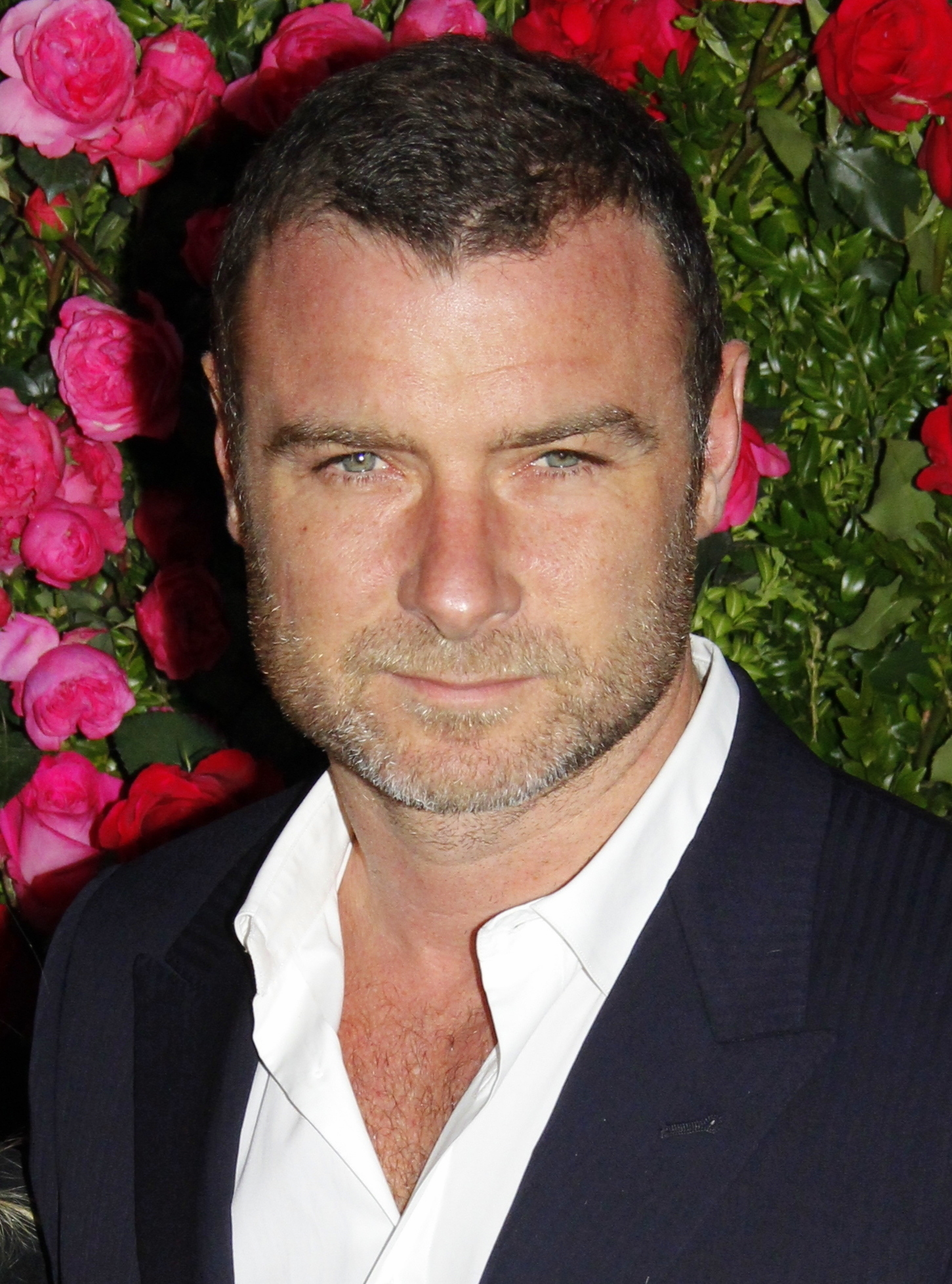
ييف شرايبر.

- شبانة عزمي في دور أمي والدة جنكيز.[15]
- ميشا شافي في دور بينا خان شقيقة جنكيز.[16]
- مارتن دونوفان في دور لودلو كوبر ضابط ومحقق في وكالة الاستخبارات المركزية.[17]
- عادل حسين في دور مصطفى فاضل ناشط إسلامي ومجاهد.
- عماد شاه في دور سمير طالب في جامعة لاهور.[18]
- شاندراشور سينغ في دور العم باندي.[19]
- أشواث بات في دور جنيد
- هالوك بيلغينر في دور نظمي كمال
- نيلسن إيليس في دور وينرايت
- كريستوفر نيكولاس سميث في دور مايك ريزو
- فيكتور سليزاك في دور أندروود
- كلايتون لاندي في دور المحقق جاكسون
- مارك أوليفر في دور ضابط الهجرة
- ستيفن كوليزا
- كيفن ميلر
- جاويد باسو-كيسلمان في دور جيمس بوند الباكستاني
- سونيا جيهان في دور نادية
- غاري ريتشاردسون في دور بروفيسور أمريكي

## الموسيقى
ألبوم الموسيقى التصويرية للفيلم من تأليف مايكل أندروز. عند اختيار أندروز قالت ناير: «اتصلت به من دلهي ولم نكن نضيع الوقت وكنت مباشرة جدا وسألته إلى أي مدى سافر إلى الشرق وقال:» سان دييغو!«وبدأت تضحك». يصنف درجة الفيلم مع الأغاني الباكستانية التقليدية.
الألبوم يحتوي على الشعر الأردوي ومجموعة الموسيقى البوب الباكستاني وموسيقى الفانك والراب وغناء من ايمي راي من المجموعة الشعبية بنات إنديجو وأغنية جديدة من بيتر غابرييل وهو صديق قديم لناير. الفيلم يستخدم دويتو ثماني دقائق يدعى «كانغنا» يغنيها فريد أياز وأبو محمد للمشهد الافتتاحي. استخدمت أغاني على أساس قصائد فايز أحمد فايز في الفيلم وأدى من قبل عاطف أسلم ومايكل أندروز (كلمات الإنجليزية). قالت ميرا: «قصائده توضع على الموسيقى ونحن نألف إصدارات جديدة من قصائده وعدت إلى باكستان وعثرت على عاطف أسلم (كاني ويست في باكستان) وهو أكبر نجم البوب في البلاد».
عن تأليف الموسيقى للفيلم قال أندروز: "لها علاقات رائعة مع الناس في المنطقة ولأنني كنت بعيدا جدا فقد اعتنيت ميرا بها فأرسلت لها الموسيقى التي أثيرت بألحان ممثلة وسجلت فعلا بانسوري" كما قام برعاية غناء "موري أراج سونو" وفي الوقت نفسه أضفت علام خان نجل علي أكبر وصالار نادر ثم وضعت المسارات تحت صوتي وأوركسترا تحت محاكاة وهمية بانسوري". كل هذا حصل على شبكة الإنترنت من خلال تحميل لا نهاية له وتنزيلها. "معظم مناقشاتنا جرت بعد أن عملت ميرا 16 ساعة".
عمل أندروز الملحن الرئيسي للموسيقى ولكن بعض الأغاني والموسيقى كانت من تأليف آخرين. عاطف أسلم وفريد أياز وفهد همايون وأبو محمد وأيمي راي أيضا عملوا مطربين وملحنين ثانويين على الألبوم. ناير أسندت للمغنية الباكستانية الشهيرة ميشا شافي دور شقيقة جنكيز الذي يغني «بيجلي آي يا نا آي».
تم إصدار الموسيقى التصويرية في أمازون للتحميل الرقمي في 30 أبريل 2013. على الصعيد الدولي أصدرت شركة كنيتينغ فاكتوري ألبوم الموسيقى التصويرية. في الهند تحتفظ مجموعة يونيفرسال ميوزك جروب الهند بحقوق إصدار الموسيقى. تم إصدار كل من الأشكال المادية والرقمية للألبوم في 30 أبريل 2013 حصرا على الموسيقى العالمية.

## العرض

### العرض الأول
شاركت مؤسسة التمويل الدولية للأفلام وكاثي كيريس للأفلام في تمويل «الأصولية المترددة» مع شركة إفك للأفلام التي تتعامل مع توزيع أمريكا الشمالية وكاثاي في التعامل مع العرض الدولي. كان الفيلم أول أفلام مهرجان البندقية السينمائي الدولي التاسع والستين وفي مهرجان تورونتو السينمائي الدولي السابع والثلاثين في أواخر عام 2012. في مدينة البندقية قالت ناير أنها تأمل في أن يعكس الفيلم حقيقة إن «كنت تقرأ في الأوراق» وأنها تأمل في جلب «بعض الشعور من صنع جسر وبعض الشعور بالشفاء وأساسا شعور التواصل الذي يتجاوز الصورة النمطية».

### العرض في جميع أنحاء العالم
عرض الفيلم في مهرجانات في الولايات المتحدة والدنمارك والبندقية وتورنتو ولندن والسويد وميونيخ في أوائل عام 2013. تم عرضه في الولايات المتحدة في 26 أبريل 2013 وفي الهند وكندا في 17 مايو 2013 وفي المملكة المتحدة في 19 مايو 2013. في باكستان تم عرض الفيلم باللغة الأردية باسم جنكيز في 24 مايو من قبل اكسبرس للترفيه.

## الاستقبال

### شباك التذاكر
حققت الفيلم 30,920 دولار أمريكي في عطلة نهاية الأسبوع الافتتاحية في إصدار محدود في الولايات المتحدة وكان المبلغ الإجمالي في نهاية المطاف 528,731 دولار. كان الإجمالي في جميع أنحاء العالم 2,167,020 دولار. في الهند تم عرض الفيلم في 300 قاعة من قبل بر ليميتد وحقق 273,299 دولار. في عطلة نهاية الأسبوع الافتتاحية في السويد كان الإجمالي 12,286 دولار.

### النقد
تلقى الفيلم نقد إيجابي متوسط من النقاد. قال جيه آر جونز من شيكاغو ريدر: «هذا التكيف السلس من محسن حامد الدولي أفضل بائع يظهر ناير في أفضل حالاتها».
على موقع روتن توميتوز يحمل الفيلم تصنيفا إجماليا بنسبة 53٪ استنادا إلى 92 مراجعة بما في ذلك 49 مراجعة جديدة و43 فاسدة حيث بلغ معدل التقييم 6.1 من 10. ذكر الموقع الإلكتروني إجماعا حرجا على أنه: «متردد إن الأصولية متقنة تقنيا مع التمثيل القوي والسينما حتى الآن رسالتها طموحة جدا وثقيلة أن بعض قوتها سرقت». فيهاياسي باند دانيل ل Rediff.com أعطى 3.5 / 5 نجوم ويقول: «الفيلم له لحظات سينمائية لكنه تبسيطي جدا في الأماكن». في ميتاكريتيك صنفه 54 من 100 استنادا إلى 28 استعراض. أعطى بيتر برادشو من الغارديان 3/5 نجوم وعلق قائلا: «رسالتها قد تكون مترددة ولكن تكييف ميرا ناير لرواية محسن حامد لا يزال قطعة جريئة من القصص العالمية». رومانا أحمد من ياهو أعطت النتيجة 4/5 وقالت: «ميرا ناير تأخذ المهمة الشاقة لتكييف رواية محسن حامد وتحويلها بمهارة مونولوج إلى مؤامرة جذابة. إنها تنقش حكاية تفصيلية وتغرسها بالدفء والملمس». وصفت دامون وايز من إمباير الفيلم بأنه 3/5 وقالت:«أحمد يتفوق والإقامة مقنعة ولكن في نهاية المطاف هذه الأشياء من الدرجة الوسطى من مدير حفلات الزفاف الموسمية». قام موهار باسو من كويموي أيضا بتصنيف الفيلم 3 من 5 ويقول: «ما هو جيد: الفيلم يحافظ على مزاج كتاب محسن حامد جيدا. ما هو سيء: سيناريو متعرج متمزق متدفق عدة مرات من خلال الفيلم. مشاهدة أم لا؟: ذخيرة ميرا ناير لامعة مع الأحجار الكريمة مثل نامساك وعرس الموسمية ما يكفي لاستحضار الفائدة. ومع ذلك فإن الفيلم حتى ليس قريب من كونه من بين أفضل أعمالها. مع ترك القضايا غير المستكشفة والشخصيات المبتعدة فجأة فإن الفيلم هو ساعة مرغوبة فقط للأداء البارز من ريز أحمد وبناء شخصيته».

### التكريمات
فاز الفيلم بجائزة أودينس فافوريت-وورد سينيما في مهرجان ميل فالي السينمائي لعام 2012 في حين تم تكريم ناير بجائزة مهرجان ميل فالي السينمائي في ذلك العام.
فاز الفيلم بجائزة الذكرى المئوية الأولى في مهرجان السينما الدولية الثالث والأربعون في الهند.
فاز الفيلم بجائزة ترولي موفينغ بيكتيور في مهرجان هيرتلاند السينمائي لعام 2013.
في عام 2013 فازت ناير بجائزة الجسر من مهرجان الفيلم الألماني للسلام. تمنح الجائزة للفنانين السينمائيين الذين يبني عملهم الجسور ويلهم التسامح والإنسانية.